# Alun Davies (Gitarrist)
Alun Davies (* 21. Juli 1942) ist ein walisischer Gitarrist und Songwriter, der in den 1970er Jahren vor allem durch seine Kooperation mit Cat Stevens bekannt wurde.

## Biografie
Zu Beginn seiner musikalischen Karriere spielte der junge Alun Davies Skiffle auf einer Ukulele, bevor er sich eine billige Akustikgitarre leisten konnte. Mit seinem Schulfreund John Michael Burchell, der sich als Musiker Jon Mark nannte, ergatterte er zwei Jahre nach Schulabschluss einen Plattenvertrag bei Decca Records. Mit dem Produzenten Shel Talmy nahmen sie 1963 an einem Tag das Album Relax Your Mind auf. Das Duo spielte danach als Straßenmusiker in Europa und einige Zeit auf einem Passagierschiff, mit dem sie sechzehnmal den Atlantik überquerten. Anschließend war Davies als Studiomusiker tätig und tourte gelegentlich mit namhaften Musikern, darunter Spencer Davis. Zudem wurde er als Produzent für den Folksänger Jeremy Taylor engagiert.
1968 kamen Davies und Mark wieder zusammen. Sie gründeten die Band Sweet Thursday, zu der auch Nicky Hopkins (Keyboards), Brian Odgers (Bass, Holzblasinstrumente, Flöte) und Harvey Burns (Schlagzeug) gehörten. 1969 veröffentlichten sie das Album Sweet Thursday, jedoch ging ihre Plattenfirma Tetragrammaton Records pleite, und das Album versank in der Vergessenheit.
Davies arbeitete wieder als Studiomusiker, trat in Folk-Clubs auf und gab Gitarrenunterricht. 1970 rekrutierte ihn der Produzent Paul Samwell-Smith, ehemals Bassist der Yardbirds, als Gitarristen für Cat Stevens. Nach dem Album Mona Bone Jakon (1970) entstanden aus der erfolgreichen Zusammenarbeit von Davies und Stevens die Hitalben Tea for the Tillerman (1970) und Teaser and the Firecat (1971), die Stevens zum Star machten.
1972 fand Davies Zeit und Gelegenheit, ein eigenes Soloalbum herauszubringen. Daydo enthielt Songs, die von Davies geschrieben oder mitgeschrieben wurden und von Cat Stevens am Klavier sowie anderen Mitgliedern seiner Band begleitet wurden. Daydo war Davies’ Spitzname als Jugendlicher. Das Album wurde von Stevens und Samwell-Smith produziert und erhielt gemischte Kritiken.
Nachdem sich Stevens 1978 aus dem Musikgeschäft zurückgezogen hatte, arbeitete Davies wieder als Studiomusiker. Mit seinem alten Freund Ronnie Lane, Ex-Bassist der Small Faces, schrieb und spielte er Songs für dessen Album See Me (1979).
Als Stevens 2006 unter seinem neuen Namen Yusuf mit An Other Cup erstmals seit 1978 wieder ein Popalbum veröffentlichte, war Alun Davies wieder an seiner Seite. Seither arbeiten die beiden wieder zusammen. Daneben tritt Davies mit der Band Good Men in the Jungle auf, zu der auch seine Tochter Becky Moncurr gehört.

## Diskografie
- 1963: Relax Your Mind – Alun Davies, Jon Mark
- 1968: Sweet Thursday – Sweet Thursday
- 1972: Daydo – Alun Davies

### Mit Cat Stevens
- 1970: Mona Bone Jakon
- 1970: Tea for the Tillerman
- 1971: Teaser and the Firecat
- 1972: Catch Bull at Four
- 1974: Buddha and the Chocolate Box
- 1974: Saturnight
- 1975: Numbers (A Pythagorean Theory Tale)
- 1976: Majikat – veröffentlicht 2004
- 1977: Izitso
- 1978: Back to Earth

### Mit Stevens als Yusuf
- 2006: An Other Cup
- 2007: Yusuf’s Cafe Sessions
- 2017: The Laughing Apple
- 2020: Tea for the Tillerman 2

### Weitere Kollaborationen
- 1971: In Memory of Robert Johnson – Paul Williams & Friends
- 1973: 73 – Mark-Almond
- 1975: Say It Ain’t So – Murray Head
- 1979: See Me – Ronnie Lane
- 1980: Entre La jeunesse et la sagesse – Kate & Anna McGarrigle